# Bombardier E-9 Widget
El Bombardier E-9 es un turbohélice doble utilizado como plataforma de vigilancia para garantizar que las aguas del Golfo de México estén libres de navegantes y aeronaves civiles durante los lanzamientos de misiles reales y otras actividades militares peligrosas.

## Desarrollo
Una versión militarizada del avión civil de cercanías De Havilland Canada Dash 8, el E-9 modificado con el radar de vigilancia marítima aerotransportado AN/APS-143(V)-1 para detectar objetos en el Golfo de México, la aeronave puede detectar a una persona en una balsa salvavidas a una distancia de hasta 25 millas en el agua. Transmite estos datos de telemetría al oficial de seguridad del campo de tiro, que determina el área de disparo para la actividad con fuego real.

## Historia operacional
- Introducción al servicio:  El E-9A fue introducido en la década de 1980 para servir como plataforma de vigilancia aérea en apoyo de las actividades en el Golfo de México. Fue asignado principalmente al 53rd Weapons Evaluation Group, parte del Air Combat Command.
- Base principal de operaciones:  Los E-9A están estacionados en la Base de la Fuerza Aérea Tyndall, en Florida, debido a su proximidad al espacio aéreo donde se realizan pruebas de misiles y ejercicios de entrenamiento.
- Funciones principales:
  - Seguimiento de drones aéreos: Los E-9A supervisan el vuelo de drones QF-16 y otros vehículos aéreos no tripulados utilizados como blancos durante los entrenamientos de armas.
  - Soporte a pruebas de misiles: Detectan y rastrean misiles en vuelo, evaluando su desempeño y recopilando datos para análisis posteriores.
  - Capacidades marítimas: También son capaces de identificar y monitorear embarcaciones en áreas de prueba, asegurando que permanezcan fuera de zonas de riesgo.
- Equipo y características únicas:
  - Equipado con radares especializados y sistemas de seguimiento, el E-9A es capaz de detectar objetivos pequeños en el aire y en el agua.
  - Incluye avanzados sistemas de comunicación que permiten transmitir datos en tiempo real a los centros de control en tierra.
- Importancia estratégica:  Durante décadas, el E-9A ha sido una herramienta clave para garantizar la seguridad y efectividad de los ejercicios militares en el Golfo de México, contribuyendo significativamente a la preparación operativa de las fuerzas armadas de los Estados Unidos.

## Operadores
- Fuerza Aérea de los Estados Unidos
- NASA

## Especificaciones
Planta de energía: Dos motores
turbohélice Pratt & Whitney PW-120A 
Empuje: 1.800 caballos de fuerza por eje
Envergadura: 85 pies (25,9 metros)
Longitud: 73 pies (22,280 metros)
Altura: 24 pies 6 pulgadas. (7.467 metros)
Peso: 34,500 libras (15,640 kilogramos)
Peso máximo al despegue: 34,500 libras (15,649 kilogramos)
Capacidad de combustible: 5,600 libras (2,540 kilogramos)
Carga útil: 697 libras (316 kilogramos)
Velocidad: 280 mph (.367 Mach)
Alcance: 1,000 millas (1,609 kilómetros)
Techo: 30,000 pies

## Aeronaves relacionadas
- Saab 340 AEW&C
- CASA C-295 AEW